# Крепідот македонський
Крепідот македонський (Crepidotus macedonicus) — рідкісний субмеридіональний вид грибів роду крепідот (Crepidotus).

## Систематика
Гриб описаний у 1948 році. У проекті MycoBank він належить до родини іноцибові (Inocybaceae), яка у 1981 році була виділена Вальтером Юліхом (англ. Walter Jülich) з родини Cortinariaceae (Павутинникові), до якої віднесений рід Crepidotus (Крепідот) у третьому виданні Червоної книги України.

## Будова
Асиметрична шапка 1–7 см завширшки прикріплена боком до дерева. Пластинки вузько прирослі, досить густі. Споровий порошок тютюново-коричневий. Ніжка відсутня. Тіло гриба дуже товсте, біле, без особливого запаху, солодке.

## Поширення та середовище існування
Південна та Центральна Європа. Листяні, переважно букові та дубові ліси в гірських районах. Трапляється на гнилій деревині групами з 2–10 плодових тіл.

## Практичне використання
Неїстівний.

## Природоохоронний статус
Включений до третього видання Червоної книги України (2009 р.). Охороняється в Кримському та Ялтинському гірсько-лісовому природних заповідниках.